# Serrasalmus humeralis
Serrasalmus humeralis is een straalvinnige vissensoort uit de familie van de echte piranha's (Serrasalmidae). De wetenschappelijke naam van de soort is voor het eerst geldig gepubliceerd in 1850 door Valenciennes.
De soort is sinds 1913 in de squaristiek bekend.